# Alice Cocéa
Pour les articles homonymes, voir Cocea.
Alice Cocéa, nom de scène de Sophie Alice Cocéa, est une actrice et chanteuse française d'origine roumaine, née le 28 juillet 1899 à Sinaia (Roumanie) et morte le 2 juillet 1970 à Boulogne-Billancourt (Hauts-de-Seine). Elle fut également directrice de théâtre et metteur en scène.

## Biographie
Elle commence sa carrière en 1918 dans un film de Jacques de Baroncelli, puis se tourne vers le théâtre et l'opérette et crée successivement deux opérettes légères d'Henri Christiné et Albert Willemetz, Phi-Phi en 1918 puis Dédé (avec Maurice Chevalier) en 1921. En 1926, elle épouse le comte Stanislas de La Rochefoucauld-Doudeauville, l'écrivain Colette étant son témoin. Divorcée en 1931, elle ne s'est jamais remariée par la suite. Elle joue dans plusieurs films quand le cinéma devient parlant.
Profondément épris, l'explorateur Victor Point se suicide en sa présence au cours d'une promenade en barque en 1932.
Pendant l'Occupation, elle dirige, avec Roger Capgras, le théâtre des Ambassadeurs, mais son attitude à l'égard des Allemands, pendant cette période, lui est reprochée à la Libération. Son dossier sera classé sans suite. Il faut souligner qu'à cette époque elle était fiancée à un grand résistant Philippe Porges. Elle se retire alors de la scène, puis elle réapparaît au théâtre et dans quelques films jusqu'au début des années 1960. Elle se consacra alors à sa nouvelle passion : la peinture. 
Alice Cocéa est morte à 70 ans, d'une brève maladie. Elle a été enterrée au cimetière de Saint-Brisson-sur-Loire, dans le Loiret. Sa sépulture a récemment été réhabilitée par son neveu par alliance, Armand de La Rochefoucauld.
Depuis 2017, il existe une association créée par deux passionnés, Marie-Thérèse Thierry et Gérard Damion, l'Association « Les Amis d'Alice Cocéa », destinée à mieux faire connaître la vie et la carrière de cette comédienne qui connut la célébrité mais est oubliée de nos jours, et à rechercher tout ce qui la concerne.

## Filmographie

### Cinéma
- 1918 : Le Délai de Jacques de Baroncelli
- 1930 : Mon gosse de père de Jean de Limur : Yvonne
- 1931 : Marions-nous de Louis Mercanton : Gisèle Landry
- 1931 : Nicole et sa vertu de René Hervil : Nicole Versin
- 1931 : Delphine de Roger Capellani
- 1931 : Atout cœur de Henry Roussel : Arlette Millois
- 1934 : Le Greluchon délicat de Jean Choux : Simone
- 1963 : Strip-tease de Jacques Poitrenaud : une dame
- 1964 : La Ronde de Roger Vadim : la concierge

### Télévision
- 1962 : Le Joueur de François Gir : Tante Sophie

## Théâtre

### Actrice
- 1924 : Le Singe qui parle de René Fauchois, mise en scène René Rocher, Comédie Caumartin
- 1924 : Gosse de riche opérette en 3 actes de Jacques Bousquet, Henri Falk, musique Maurice Yvain, Théâtre Daunou
- 1929 : Je t'attendais de Jacques Natanson, Théâtre Michel
- 1930 : La Petite Catherine d'Alfred Savoir, mise en scène René Rocher, Théâtre Antoine
- 1933 : La Voie lactée d'Alfred Savoir, mise en scène Harry Baur, Théâtre des Mathurins
- 1934 : Une femme libre d'Armand Salacrou, mise en scène Paulette Pax, Théâtre de l'Œuvre
- 1937 : Pacifique, scènes de la vie polynésienne de Henri-René Lenormand, mise en scène Alice Cocéa, Théâtre des Ambassadeurs
- 1937 : Rêves sans provision de Ronald Gow d'après Walter Greenwood, mise en scène Alice Cocea, Comédie des Champs-Élysées
- 1938 : Le Misanthrope de Molière, mise en scène Sylvain Itkine, Théâtre des Ambassadeurs
- 1938 : Les Parents terribles de Jean Cocteau, mise en scène Alice Cocéa, Théâtre des Ambassadeurs
- 1939 : Histoire de rire d'Armand Salacrou, mise en scène Alice Cocéa, Théâtre des Ambassadeurs
- 1941 : Maison de poupée de Henrik Ibsen, Théâtre des Ambassadeurs
- 1941 : Échec à Don Juan de Claude-André Puget, mise en scène Alice Cocéa, Théâtre des Ambassadeurs
- 1943 : Clotilde du Mesnil de Henry Becque, mise en scène Alice Cocéa, Théâtre des Ambassadeurs
- 1943 : Mais n'te promène donc pas toute nue ! de Georges Feydeau, mise en scène Alice Cocéa, Théâtre des Ambassadeurs
- 1947 : Le Voyage en calèche de Jean Giono, mise en scène Alice Cocéa, Théâtre du Vieux-Colombier
- 1948 : La Parisienne d'Henry Becque, Théâtre des Célestins
- 1948 : Mais n'te promène donc pas toute nue ! de Georges Feydeau, Théâtre des Célestins
- 1949 : Pauline ou L'Écume de la mer de Gabriel Arout, Théâtre des Célestins
- 1949 : Sincèrement de Michel Duran, mise en scène Alice Cocéa, Théâtre des Capucines
- 1954 : Gigi de Colette, mise en scène Jean Meyer, Théâtre des Arts[4].
- 1955 : Les Amants novices de Jean Bernard-Luc, mise en scène Jean Mercure, Théâtre Montparnasse
- 1955 : Quatuor de Noël Coward, adaptation Paul Géraldy, mise en scène Pierre Dux, Théâtre des Capucines
- 1955 : TTX de Cécil Saint-Laurent et Pierre de Meuse, mise en scène Alice Cocéa, Théâtre des Arts
- 1957 : La Reine de Césarée de Robert Brasillach, mise en scène Alice Cocéa et Raymond Hermantier, Théâtre des Arts
- 1960 : Douce Annabelle d'Audrey Roos et William Roos, mise en scène François Maistre, Enghien-les-Bains
- 1961 : Douce Annabelle d'Audrey Roos et William Roos, mise en scène François Maistre, Théâtre de l'Ambigu-Comique
- 1961 : Monsieur chasse ! de Georges Feydeau, mise en scène Georges Vitaly, Théâtre La Bruyère
- 1963 : La Séparation de Claude Simon, mise en scène Nicole Kessel, Théâtre de Lutèce
- 1964 : Bonheur, impair et passe de Françoise Sagan, mise en scène Claude Régy, Théâtre Édouard VII

### Metteur en scène
- 1937 : Rêves sans provision de Ronald Gow, Comédie des Champs-Élysées
- 1937 : Pacifique, scènes de la vie polynésienne de Henri-René Lenormand, Théâtre des Ambassadeurs
- 1938 : La Dame de bronze et le Monsieur de cristal de Henri Duvernois, Théâtre des Ambassadeurs
- 1938 : Les Parents terribles de Jean Cocteau, Théâtre des Ambassadeurs
- 1939 : Histoire de rire d'Armand Salacrou, Théâtre des Ambassadeurs
- 1941 : Échec à Don Juan de Claude-André Puget, Théâtre des Ambassadeurs
- 1943 : Clotilde du Mesnil de Henry Becque, Théâtre des Ambassadeurs
- 1943 : Duo de Paul Géraldy, d'après Colette, Théâtre des Ambassadeurs
- 1944 : La Femme du Boulanger de Jean Giono, Théâtre des Ambassadeurs
- 1947 : Le Voyage en calèche de Jean Giono, Théâtre du Vieux-Colombier
- 1949 : Sincèrement de Michel Duran, Théâtre des Capucines
- 1952 : Pauvre Monsieur Dupont de Raymond Vincy, Théâtre de l'Ambigu
- 1955 : TTX de Cécil Saint-Laurent et Pierre de Meuse, Théâtre des Arts
- 1957 : La Reine de Césarée de Robert Brasillach, Théâtre des Arts
- 1957 : Mon cœur balance de Michel Duran, Théâtre des Arts

### Opérettes
- 1918 : Phi-Phi  d'Albert Willemetz et Henri Christiné : Aspasie
- 1921 : Dédé d'Albert Willemetz et Henri Christiné, Théâtre des Bouffes-Parisiens : Denise
- 1924 : En chemyse  d'Albert Willemetz, Cami et Raoul Moretti : Isoline
- 1924 : Gosse de riche de Jacques Bousquet, Henri Falk et Maurice Yvain : Colette Patarin
- 1926 : À Paris tous les deux de Jacques Bousquet, Henri Falk et Georges Menier, Comédie des Champs-Élysées : Rosine
- 1935 : Trente et quarante de Jean de Létraz, Albert Willemetz et Werner R. Heymann : Jacline